# Matthäus Schlüter

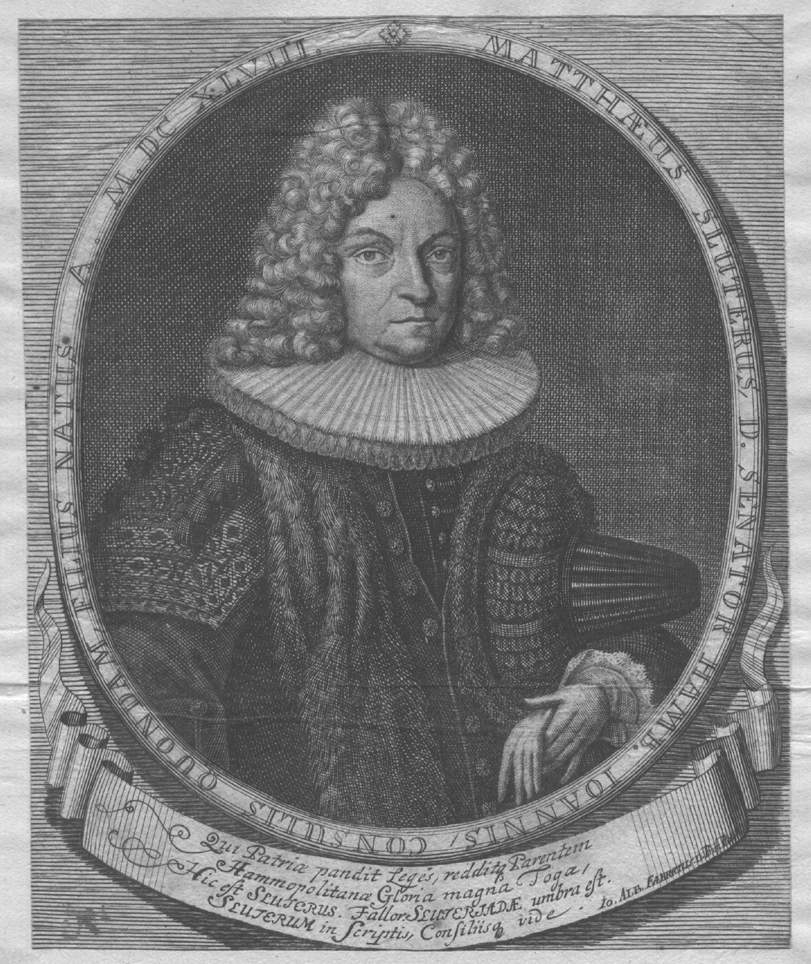
Matthäus Schlüter

Matthäus Schlüter (* 15. August 1648 in Hamburg; † 19. November 1719 ebenda) war ein deutscher Jurist des 17. und 18. Jahrhunderts und Ratsherr der Hansestadt Hamburg.

## Leben
Schlüter war Mitglied der aus Westfalen stammenden Hamburger Ratsfamilie Slüter und Sohn des Hamburger Bürgermeisters Johann Slüter. Er wuchs in der an Schweden gefallenen Hansestadt Wismar und in der mecklenburgischen Residenzstadt Güstrow auf, wo sein Vater zu dieser Zeit in Justiz und Staatsverwaltung beruflich tätig war. Nach dem Schulbesuch studierte er an verschiedenen Universitäten Rechtswissenschaften, aber auch Theologie. 1672 beteiligte er sich mit einem deutschen Trauergedicht an der Gedächtnisschrift zum Tode der Prinzessin Eleonore von Mecklenburg-Güstrow (1657–1672). Nachdem er mehrere Dissertationen angefertigt hatte, wurde er 1673 an der Universität Rostock zum Dr. jur. promoviert. Danach brachten akademische Bildungsreisen ihn in Kontakt mit herausragenden Persönlichkeiten seines Fachs. Kurz vor der Rückkehr seines Vaters als Erster Syndikus des Rates nach Hamburg nahm Matthäus Schlüter ab 1675 seine Tätigkeit als Advokat in Hamburg auf. Als Mitglied der Bürgerschaft gehörte er ab 1685 dem Dreißiger Ausschuss an, nahm dort aber wohl eine distanzierte Haltung zur Vorgehensweise dieses Gremiums ein. Jedenfalls wurde er im Gegensatz zu seinen Berufskollegen in diesem Gremium nicht exiliert und mit zeitlichem Abstand zum Tod des Vaters 1703 auch Ratsherr der Hansestadt. In der Zeit von 1695 bis 1703 entfaltete er ein ausgesprochenes Interesse an der Meteorologie und veröffentlichte auch zu diesem Themenkreis.

## Bedeutung

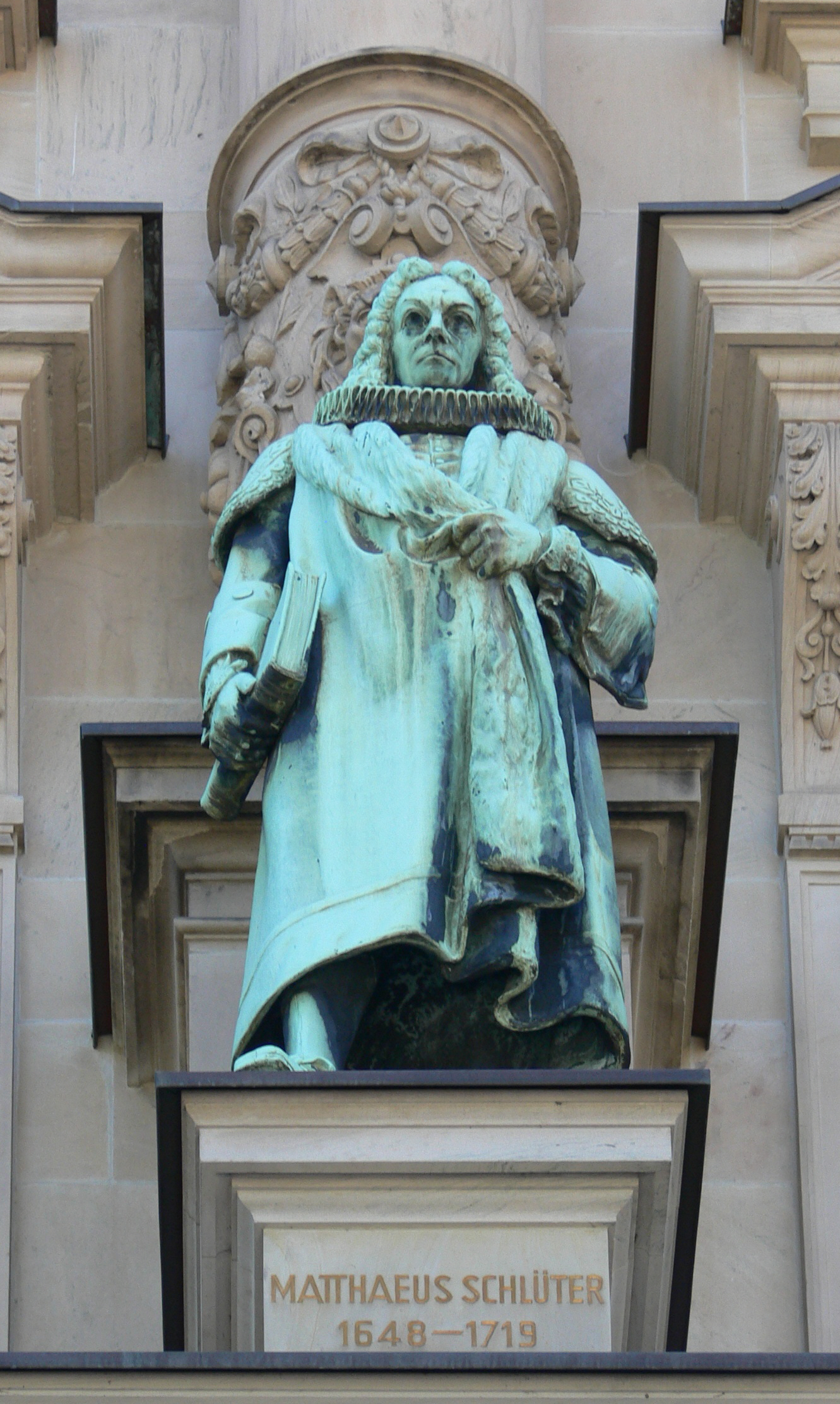
Schlüters Statue über dem Eingang des Ziviljustizgebäudes in Hamburg (19. Jahrhundert)

Eine Statue über dem Eingang des Hamburger Ziviljustizgebäudes gefertigt von dem Berliner Bildhauer Eduard Albrecht nach der einzigen Vorlage des bekannten Kupferstiches mit der Allongeperücke erinnert an ihn. Der Hamburgische Richterverein fasst die Bedeutung des Rechtspraktikers Schlüter für die Hamburger Justiz heute noch wie folgt zusammen: Seinen Ruhm begründeten zivilrechtliche Abhandlungen, die das Hamburger Privatrecht nachhaltig prägten: Sein berühmtestes Werk ist das "Tractat von denen Erben in Hamburg", dessen erste Auflage 1698 erschien. Beneke charakterisierte dieses Buch als Muster gelehrter Detailmalerei. Es behandelt die Rechtsverhältnisse des Grundeigentums. 1703 kam das "Tractat von dem Verlassungsrecht" heraus, das sich mit der Auflassung von Grundstücken befaßt. In seinem 1856 erschienenen Buch zum Hamburger Privatrecht weist Baumeister darauf hin, daß Schlüters Werke "noch jetzt von erheblichem Werthe" seien.

## Schriften
- Tractat von denen Erben in Hamburg, 1698
- Tractat von dem Verlassungsrecht, 1703